# Peter Ambrose
Peter Ambrose (ur. 10 czerwca 2002) – nigeryjski piłkarz występujący na pozycji napastnika w węgierskim klubie Újpest FC.

## Kariera klubowa
Ambrose grał w tureckim drugoligowym Balikesirsporze. Początkowo grał w drużynie młodzieżowej, następnie przeniósł się do drużyny seniorów, strzelając jednego gola i jedną asystę w 12 meczach. 3 listopada 2022 roku podpisał kontrakt z Újpestem. Pierwszego gola w lidze węgierskiej zdobył 12 listopada 2022 roku przeciwko Paksi FC.